# Kościół Miłosierdzia Bożego w Krakowie (os. Na Wzgórzach)
Kościół Miłosierdzia Bożego – rzymskokatolicki kościół parafialny znajdujący się w Krakowie, w dzielnicy XVII Wzgórza Krzesławickie, na osiedlu Na Wzgórzach 1a.

## Historia
Pod koniec lat 70. XX wieku kardynał Karol Wojtyła postanowił podzielić olbrzymie parafie nowohuckie, mogilską i bieńczycką na mniejsze. Jedną z zaplanowanych była parafia obejmująca zasięgiem terytorialnym osiedla Na Stoku, Na Wzgórzach oraz Grębałów. Wystąpiono do władz o zezwolenie na budowę kościoła i 24 maja 1980 roku otrzymano zgodę i lokalizację na osiedlu Na Wzgórzach wydane przez prezydenta Krakowa, Edwarda Barszcza.

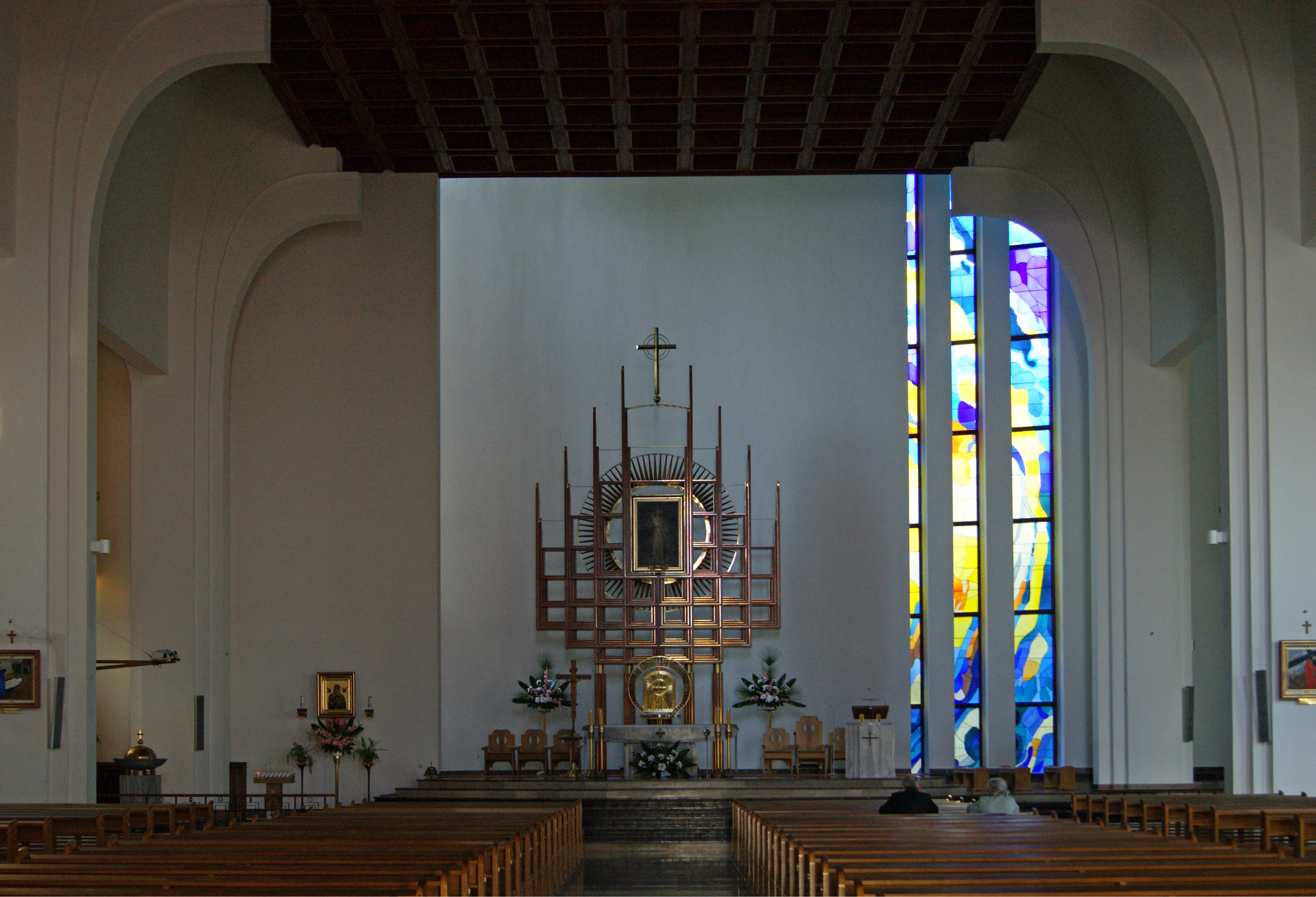
Wnętrze kościoła

W maju 1981 roku władze kościelne zaakceptowały plan świątyni autorstwa Witolda Cęckiewicza. 22 października 1981 roku kardynał Franciszek Macharski poprowadził nabożeństwo do Miłosierdzia Bożego i erygował nową parafię pod takim wezwaniem. Dekret wszedł w życie 25 października 1981. Budowę nowego kościoła rozpoczęto w maju 1982 roku.
Jako że świątynia miała stanąć na podmokłym terenie, prace budowlane rozpoczęto od wbicia 224 trzynastometrowych pali pod fundamenty. Podczas mszy na krakowskich Błoniach 23 czerwca 1983 Jan Paweł II poświęcił kamień węgielny pod budowę kościoła. We wrześniu 1984 ukończono budowę żelaznej konstrukcji dachu i rozpoczęto krycie jej blachą miedzianą. Zapoczątkowano również budowę wieży, na której w 1985 zawieszone zostały trzy dzwony. Wieża ma 40 metrów wysokości. Wieńczy ją dziesięciometrowy krzyż.
Konsekracji kościoła dokonał 7 czerwca 1987 roku kardynał Franciszek Macharski.
Świątynia ma nowoczesną, strzelistą bryłę. Jej wnętrze nie jest podzielone na nawy – jest jedną halą. Pierwsza kondygnacja to Kaplica Niepokalanego Serca Maryi. Nad nią znajduje się właściwy kościół.

## Organy
Organy wybudował Albert Reiser w 1961 roku jako opus 305. Ich dyspozycję zaprojektował dr. Hans Böhringer ze Stuttgartu, natomiast głosy językowe wykonała firma Giesecke z Getyngi. Instrument posiada mechaniczną trakturę gry.
Pierwotnie organy znajdowały się w kościele Świętych Apostołów Piotra i Pawła, w niemieckiej miejscowości Heilbronn. Krakowska parafia Miłosierdzia Bożego odkupiła je w 1994 roku. Ich montaż na nowym miejscu był prowadzony przez Andrzeja Guziaka. W 2009 roku organy wyremontowano.
Dyspozycja instrumentu:
| Manuał I              | Manuał II                        | Manuał III               | Pedał                |
| Hauptwerk             | Oberwerk                         | Brustwerk                |                      |
| --------------------- | -------------------------------- | ------------------------ | -------------------- |
| 1. Rohrflöte 16'      | 1. Schwegel 8'                   | 1. Gedackt 8'            | 1. Prinzipalbass 16' |
| 2. Prinzipal 8'       | 2. Gemsrohrpommer 8'             | 2. Gemshorn 4'           | 2. Subbass 16'       |
| 3. Spitzgamba 8'      | 3. Hölzern Prinzipal 4'          | 3. Nachthorn 2'          | 3. Oktavbass 8'      |
| 4. Oktav 4'           | 4. Oktav 2'                      | 4. Terzsepta 1 3/5' 2f   | 4. Gedacktbass 8' ** |
| 5. Flötgedackt 4'     | 5. Sifflöte 1 1/3'               | 5. Oktävlein 1'          | 5. Piffaro 4' 3f     |
| 6. Rohrnasat 2 2/3'   | 6. Nonensesquialter 2 2/3' 2-3f* | 6. Kling. Zimbel 1/4' 3f | 6. Clairon 4' ***    |
| 7. Superoktav 2'      | 7. Scharf 1' 4f                  | 7. Vox humana 8'         | 7. Posaune 16'       |
| 8. Mixtur 1 1/3' 4-5f | 8. Dulzian 16'                   |                          | 8. Bombarde 8'       |
| 9. Trompete 8'        | 9. Schalmey 4'                   |                          |                      |